# Elaeocarpus hortensis
Elaeocarpus hortensis är en tvåhjärtbladig växtart som beskrevs av André Guillaumin. Elaeocarpus hortensis ingår i släktet Elaeocarpus och familjen Elaeocarpaceae. Utöver nominatformen finns också underarten E. h. neocaledonica.